# موریهه ماگاتانی
موریهه ماگاتانی (انگلیسی: Morihei Magatani؛ زادهٔ ۲۳ مهٔ ۱۹۲۳) کارگردان فیلم، و فیلم‌نامه‌نویس اهل ژاپن است.